# Knystaforsen

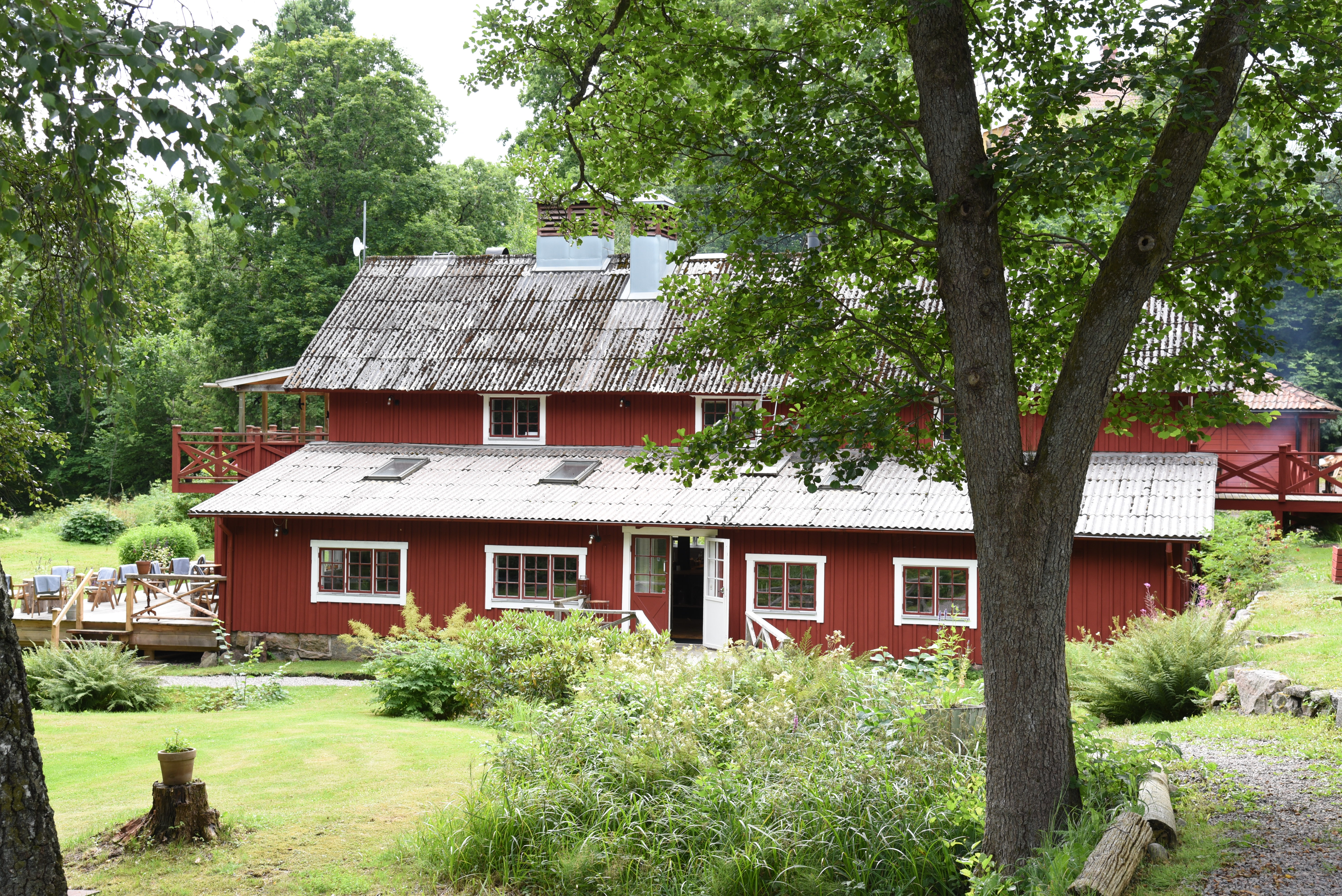
Restaurang Knystaforsen.

Knystaforsen är en restaurang i Rydöbruk i Halland.
Restaurangen, som är inrymd i ett gammalt sågverk, drivs av Eva och Nicolai Tram.
Restaurangen rymmer 18 sittande, vilka serveras avsmakningsmenyer komponerade av lokala råvaror. De tillhörande dryckespaketen kommer helt igenom från nordiska producenter.
Knystaforsen öppnade 11 november 2020 och utsågs till Årets resmål av Di Weekend år 2021. Den belönades med en stjärna i Michelinguiden år 2022 och fick samtidigt även en grön stjärna där.